# Justine Lumumba Kasule
Justine Lumumba Kasule là một nhà giáo dục và chính trị gia người Uganda. Bà là Tổng thư ký hiện tại của Phong trào Kháng chiến Quốc gia, đảng chính trị cầm quyền ở Uganda. Bà được bổ nhiệm vào vị trí đó vào ngày 23 tháng 12 năm 2014, thay thế Amama Mbabazi. Trước đó, bà đã từng là Chính phủ cầm roi trong Nội các Uganda từ tháng 5 năm 2011 đến tháng 12 năm 2014. Justine Lumumba Kasule cũng từng là thành viên của Quốc hội được bầu làm Đại diện Phụ nữ của Quận Bugiri, từ năm 2001, cho đến khi bà từ chức vào tháng 12 năm 2014.

## Bối cảnh và giáo dục
Kasule sinh ra ở quận Bugiri ngày 22/11/1972. Bà học O-level tại trường trung học cơ sở St. Anthony ở Nkokonjeru. Sau đó, bà chuyển đến trường trung học St. Joseph ở Naggalama, để học A-Level. Năm 1993, bà được nhận vào Đại học Makerere, nơi cô tốt nghiệp với bằng Cử nhân Nghệ thuật với Văn bằng Giáo dục đồng thời, năm 1996.

## Nghề nghiệp
Từ năm 1996 đến năm 1997, bà làm giáo viên. Từ năm 1997 đến năm 1998, Kasule làm việc với tư cách là Thanh tra viên của các trường học tại quận nhà. Từ năm 1998 đến năm 2001, bà làm Chuyên viên Giáo dục Cao cấp tại Bộ Giáo dục. Năm 2001, Kasule được bầu vào Quốc hội, trong tấm vé của đảng chính trị Phong trào Kháng chiến Quốc gia, để làm Đại diện Phụ nữ cho Quận Bugiri. Bà được bầu lại từ năm 2001 đến năm 2014, khi bà từ chức trở thành tổng thư ký của đảng chính trị Phong trào Kháng chiến Quốc gia cầm quyền. Vào tháng 5 năm 2011, Kasule được bổ nhiệm làm Chánh văn phòng Chính phủ, thay thế John Nasasira.

## Đời tư
Kasule là một người vợ với hai đứa con trai. Bà theo đạo Công giáo La Mã.